# 诺托壁垒
诺托壁垒是意大利西西里岛东南部的一个地理区域，主要是一片石灰岩高原。1693年西西里地震毀滅了整個地區；之後重建的城镇建築的風格被稱為西西里巴洛克；最著名的城市诺托，现在以其精美的巴洛克建筑吸引了大批游客。 
2002年6月，联合国教科文组织将诺托壁垒的8座城镇作为“代表了欧洲巴洛克艺术最后的高潮”，列为世界遗产 。这些城镇是卡尔塔吉罗内、卡塔尼亚谷地米利泰洛、卡塔尼亞、莫迪卡、诺托、帕拉佐洛-阿克雷德、拉古萨和希克利。